# Robert Karger

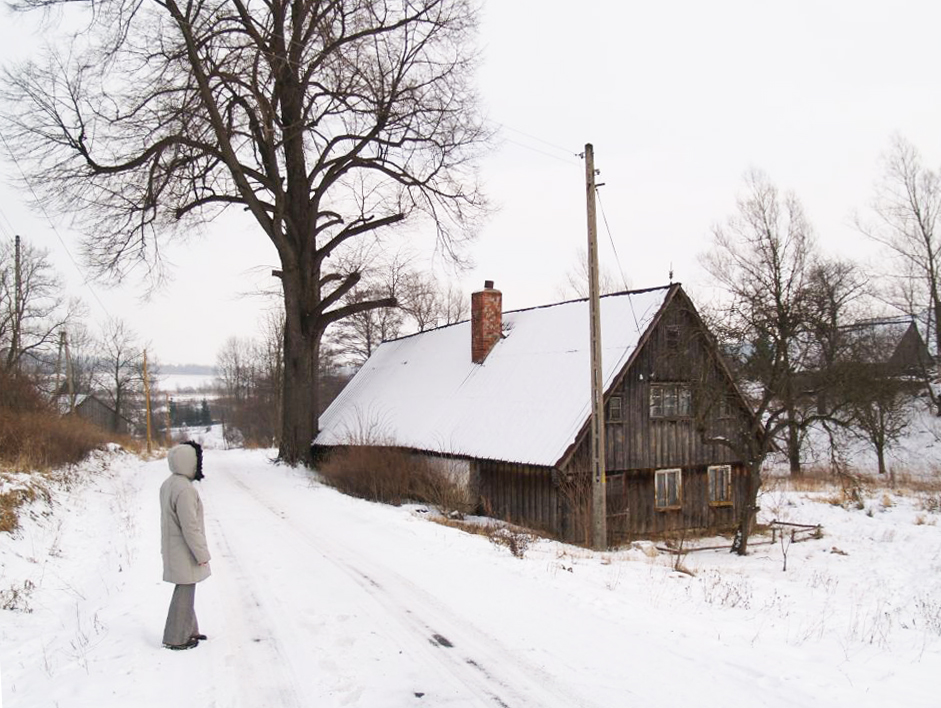
Geburtshaus des Dichters Robert Karger

Robert Karger (* 24. Juni 1874 in Hohndorf, Landkreis Habelschwerdt, Provinz Schlesien; † 17. Oktober 1946 in Amecke/Sauerland) war ein schlesischer Dialektdichter, Schriftsteller, Journalist und Hauslehrer.

## Leben
Robert Karger war Lehrer in Habelschwerdt und wirkte als solcher in Glatz und in Oberschlesien. Von 1923 bis zur Vertreibung 1946 lebte er in Neurode.
Von 1911 bis 1942 war er mit August Walzel Redakteur und Herausgeber des populären Volkskalenders „Guda Obend“, der zur Verbreitung von Gedichten und Volksmusik in Glatzer Mundart beitrug.
Autor zahlreicher Gedichte, sowohl in Hochdeutsch als auch in  Glatzer Mundart. Er veröffentlichte die Gedichtbände:
- Schniegläckla (Schneeglöckchen, 1910)
- Marmelade (1917)
- Marjasonne (Morgensonne)
- A Zoaspel Gedichte aus a Gleetscha Barja (1921)
- A holb Schook aale gleetsche Leutla (1925) und
- Pauerbrot (Bauernbrot, 1929).

Die Zusammenstellung „Bargloft“, war für den Druck vorbereitet und enthielt über 400 Gedichte, ging jedoch im Jahre 1945 verloren. Einige Werke des Dichters wurden von Komponisten als Lieder vertont: (z. B. Paul Elsner: Es lei ei a Barja, Anton Günther: Om'f Ufabänkla). Kunst: Familie Knieckebään (1931) Lotterie und Liebe (1931) Zwee Jost Poarla. Eines seiner bekanntesten Stücke Der Granzbook wurde von Georg Hartmann als Bühnenstück vertont (Uraufführung 1924).
Sein Grab auf dem Friedhof Amecke ist eines der wenigen Ehrengräber der Stadt Sundern.

## Als Schallplatte
- „Groffschoaftersch Häämte“; „Der narsche Grofschoafter“, „Weinachta ei der Grofschoft Glootz“, Marien- und Wallfahrtslieder in der Grafschaft Glatz Schlesien, Durchs Glatzer Land. Mundart-Lieder-Musik. Heimatgruppe Grafschaft Glatz e. V. Lüdenscheid (Mundartgruppe), 1978; Grammophon